# Johannes Micraelius
Johannes Micraelius, de son vrai nom Johannes Lütkeschwager (né le 1er septembre 1597 à Köslin dans le duché de Poméranie, mort le 3 décembre 1658 à Stettin, dans la Poméranie suédoise) est un poète, philosophe et historien allemand.

## Biographie
Johann Micraelius est le fils de Joachim Joachim Lütkeschwager ou Micraelius, archidiacre de Köslin (mort en 1619). Il va à l'école de sa ville natale, puis au Pädagogium Stettin. En 1617, il commence ses études à l'université de Königsberg. Il est nommé professeur de rhétorique à l'université de Greifswald en 1624.
En 1639, il est recteur de l'école du conseil à Stettin. L’imprimeur et libraire de Stettin Georg Rhete imprime et publie en 1640 l’ouvrage en six volumes de Johann Micrälius Altes Pommerland (six livres de l’ancienne Poméranie).
En 1641, il occupe le poste de recteur du Pädagogium Stettin. Il est nommé professeur de théologie et de philosophie la même année.
En 1649, il obtient son doctorat en théologie à l'université de Greifswald. Il devient chancelier en 1656. Il écrit ensuite des pièces de théâtre et des comédies dramatiques sur des thèmes de l'Antiquité. Il a cependant une attention particulière à travers ses travaux historiques et théologiques. Dans son lexique philosophique de 1652, il mentionne le concept d'ontologie dans l'écriture grecque.

## Œuvre
- Syntagma historiarum ecclesiae, 1630
- Tragico-Comoedia Nova de Pomeride a Lastevio afflicta, 1631
- Parthenia, Pomeridos continuatio: ein New Comoedien Spiel, 1631
- Sechs Bücher vom alten Pommernland, 1639-1640
  - 1. Buch: Johannis Micraelii Erstes Buch Deß Alten Pommer-Landes
  - 2. Buch: Johannis Micraelii Ander Buch Deß Alten Wendischen Pommerlandes
  - 3. Buch: Johannis Micraelii Drittes Buch Deß Alten Sächsischen Pommerlandes
  - 4. Buch: Johannis Micraelii Erstes Theil Der Letzten Pommerschen Jahr-Geschichten ... Und also Das Vierdte Buch Vom PommerLande
  - 5. Buch: Johannis Micraelii Fünfftes Buch Der Pommerschen Jahr-Geschichten
  - 6. Buch: Johannis Micraelii Sechstes und Letztes Buch / Von deß Pommerlandes Gelegenheit und Einwohnern
- Oratio inauguralis de animorum morbis et medicina, 1642
- Ethnopronius tribus dialogorum libris, 1647
- Aphorismi de regia politici scientia, 1647
- De methodo in disciplinis, 1648
- De inaudita philosophia Joannis Baptistae Helmontii, 1649
- Cosmologia, 1650
- Psychologia, 1650
- Tabellae historicae, 1652  (Scan)
- De mutationibus rerum publicarum earumque causis, praesagiis er curatione, 1652
- Lexicon philosophicum terminorum philosophis usitatorum, 1653  (Scan der édition de 1661)